# 宇品站

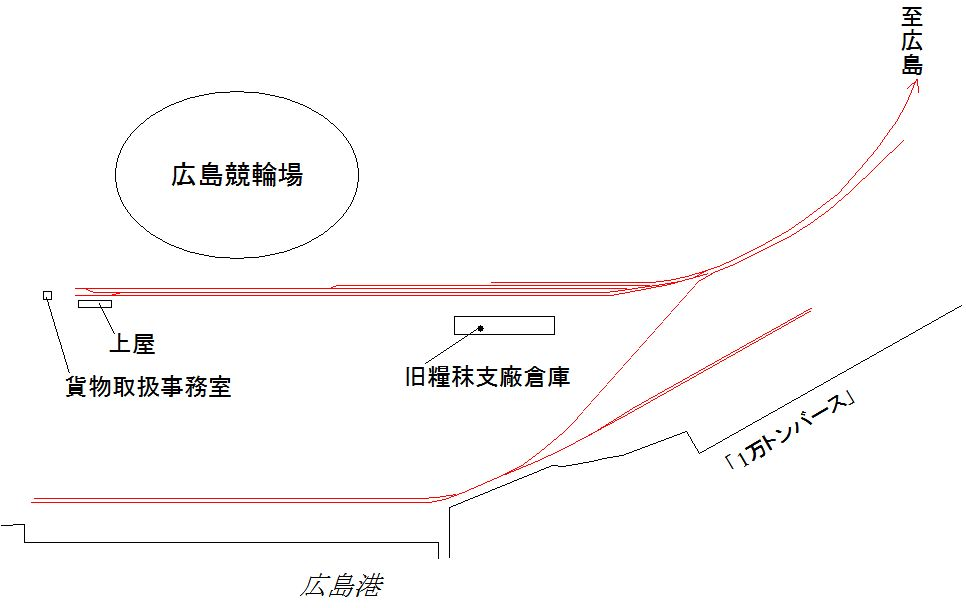
1974年的配線圖。圖片參考自國土交通省的航空照片。當中一些細微的渡線沒有顯示出來。

宇品站（日语：／ Ujina eki */?）是位於廣島縣廣島市（現時：南區宇品），日本國有鐵道（國鐵）宇品線的鐵路車站（廢站）。

## 歷史
- 1897年（明治30年）5月1日：陸軍省線車站啟用[1]。山陽鐵道借用路線。當時為一般車站[1]。
- 1901年（明治34年）9月1日：車站暫停營業[1]。
- 1902年（明治35年）12月29日：車站重開[1]。
- 1906年（明治39年）12月1日：隨著山陽鐵道國有化，路線由陸軍省轉由遞信省（官設鐵道）管理[1]。
- 1909年（明治42年）10月12日：制定路線名稱（日语：国鉄・JR線路名称一覧）[2]。此站為宇品線的車站[2]。
- 1919年（大正8年）9月1日：廢除客運業務（變為貨運車站）[3]，此站成為山陽本線的車站[4]。
- 1923年（大正12年）2月15日：此站重新處理行李[1]（變回一般車站）。
- 1930年（昭和5年）12月20日：藝備鐵道借用路線，同日重開客運業務（包括行李起卸）。在國鐵車站中，取消行李起卸業務，變為貨運車站[5]。
- 1937年（昭和12年）7月1日：藝備鐵道國有化，國鐵開設客運業務（成為一般車站）[6]。所屬路線變為宇品線。
- 1966年（昭和41年）12月20日：宇品線一般客運業務被廢除[1]。此站的客運業務被廢除，變為宇品貨物起卸處。
- 1972年（昭和47年）4月1日：宇品線廢除。此處變為宇品四者協定線的終端。
- 1986年（昭和61年）10月1日：宇品四者協定線被廢除。

## 車站構造
此站是地面車站，設有1面1線的單式月台，還有一些貨運專用的側線。月台全長563米，比京都站的558米還要長。月台上設有陸軍糧食支廠的紅磚倉庫。在1986年前由物流公司使用。另外，此站設有支線連接廣島港。另外，車站鄰近廣島電鐵宇品線（路面電車）海岸通停留場。

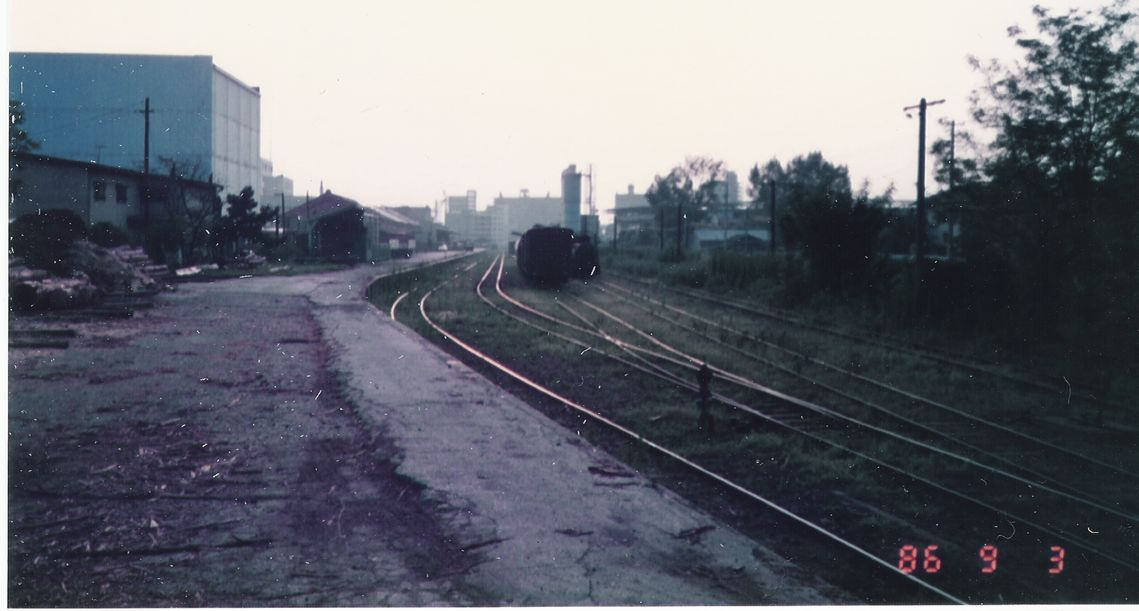
月台從東端向西望（1986年9月）
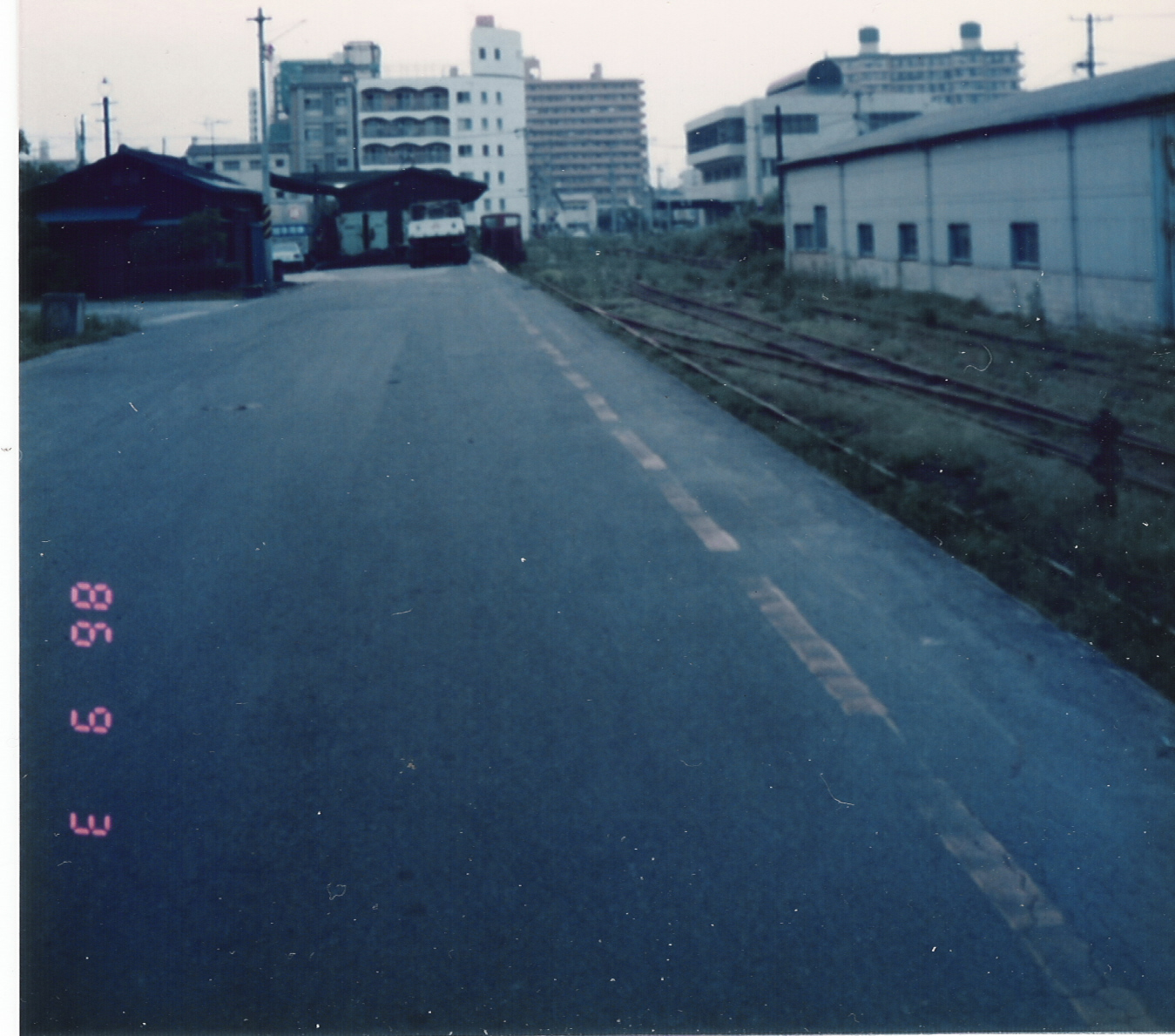
月台西端附近（1986年9月）
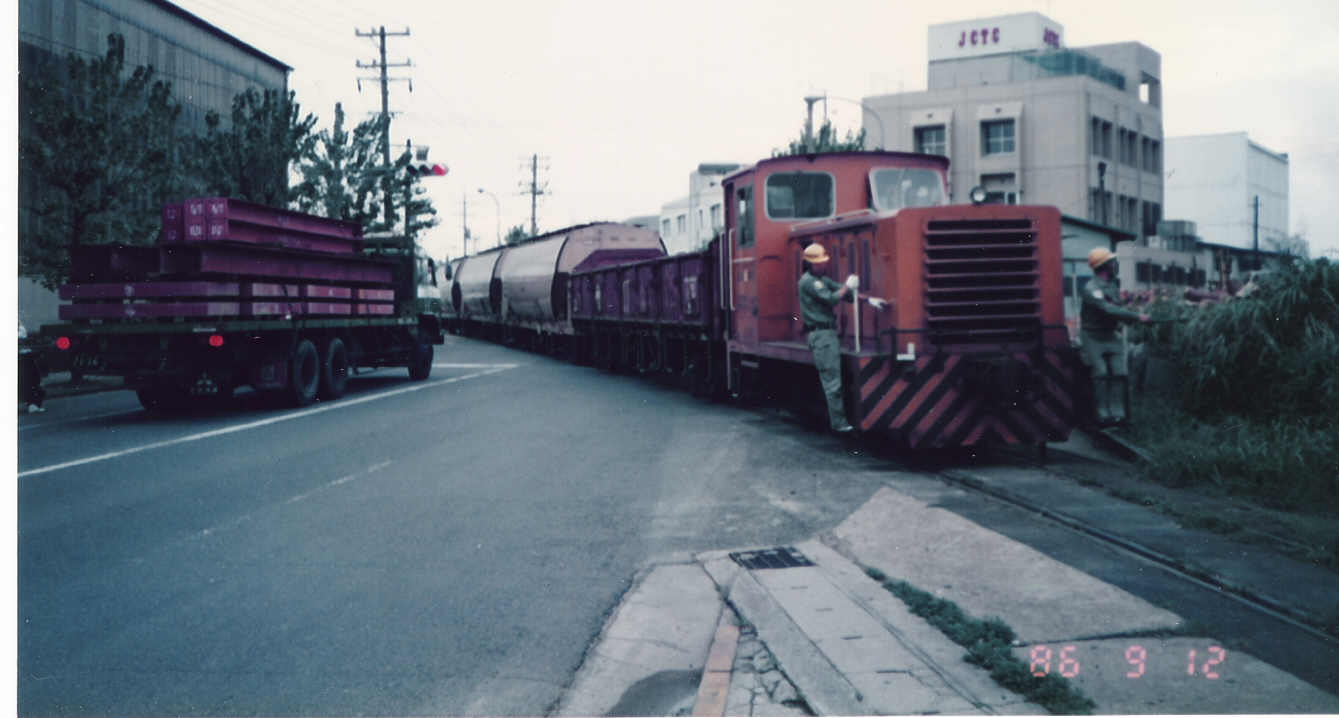
從臨港線望向站內（1986年9月）
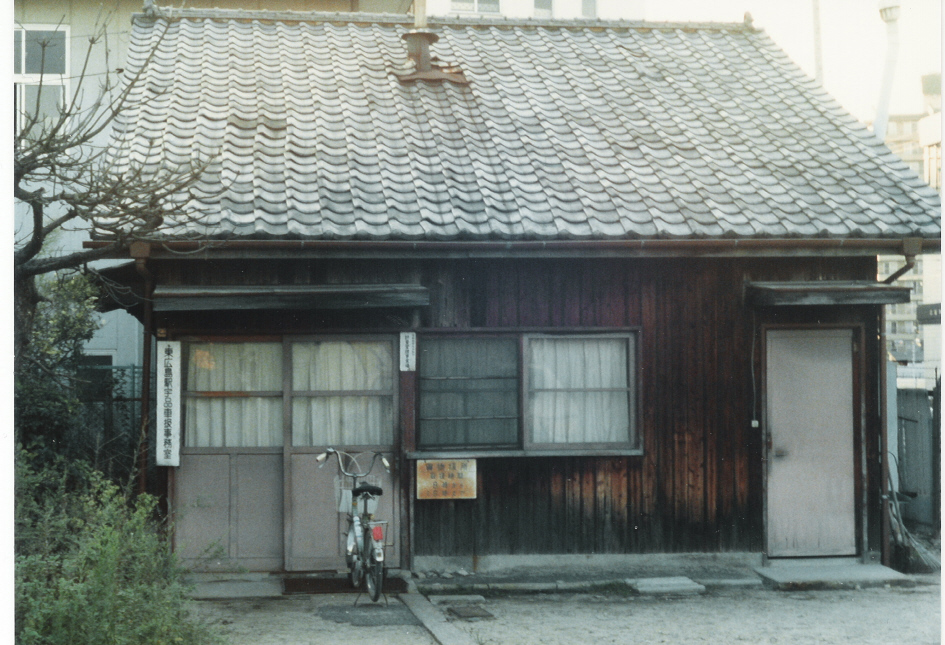
在路線尾設有舊宇品站站舍「東廣島站宇品車扱事務室」（1986年9月）

## 使用狀況
以下數據是取自廣島市勢要覧。
| 年度               | 1日平均 乘車人次 | 1日平均 下車人次 |
| ------------------ | ---------------- | ---------------- |
| 1947年（昭和22年） | 4,451            | -                |
| 1948年（昭和23年） | 2,895            | -                |
| 1949年（昭和24年） | 2,200            | -                |
| 1950年（昭和25年） | 2,230            | -                |
| 1951年（昭和26年） | 1,729            | 1,724            |

| 年度               | 1日平均 乘車人次 | 年度 乘客數目 | 年度 下車人次 | 年度 發送貨物(t) | 年度毎 到達貨物(t) |
| ------------------ | ---------------- | ------------- | ------------- | ---------------- | ------------------ |
| 1952年（昭和27年） | 1,184.2          | 432,246       | -             | -                | -                  |
| 1953年（昭和28年） | 1,031.7          | 376,564       | -             | -                | -                  |
| 1954年（昭和29年） | 905.2            | 330,400       | -             | -                | -                  |
| 1955年（昭和30年） | 844.7            | 309,171       | -             | -                | -                  |
| 1956年（昭和31年） | 793.9            | 289,763       | -             | -                | -                  |
| 1957年（昭和32年） | 744.4            | 271,694       | -             | 72,767           | 33,295             |
| 1958年（昭和33年） | 515.1            | 188,015       | 203,522       | 63,591           | 29,908             |
| 1959年（昭和34年） | 449.4            | 165,826       | 188,100       | 70,312           | 38,451             |
| 1960年（昭和35年） | 419.7            | 153,195       | 176,560       | 59,322           | 44,197             |
| 1961年（昭和36年） | 373.8            | 136,443       | 138,724       | 62,536           | 60,701             |
| 1962年（昭和37年） | 382.7            | 139,700       | 140,449       | 60,527           | 63,765             |

以上列表中的1日平均乘車人次是把整年度的乘客數目除以365（如果是閏年便除以366（1955、1959年）），取捨至小數點後一位（四捨五入）。
| 年度               | 1日平均 乘車人次 | 年度 總人數 | 定期票 總數 | 普通票 總數 | 年度 發送貨物(t) | 年度 到達貨物(t) |
| ------------------ | ---------------- | ----------- | ----------- | ----------- | ---------------- | ---------------- |
| 1963年（昭和38年） | 380.6            | 278,611     | 146,460     | 132,151     | 55,999           | 83,326           |
| 1964年（昭和39年） | 426.2            | 311,097     | 136,064     | 175,033     | 49,142           | 96,093           |
| 1965年（昭和40年） | 415.3            | 303,189     | 165,012     | 138,177     | 50,541           | 83,823           |
| 1966年（昭和41年） | 281.8            | 205,712     | 117,582     | 88,130      | 30,197           | 59,140           |

以上為1日平均乘車人次，並假設乘車人次和下車人次相同。而平均數是把整年度的乘客數目除以365（如果是閏年便除以366（1963年）），取捨至小數點後一位（四捨五入）。
乘車人次圖表

## 其他
在廢站後一直還有月台，後來為了建設廣島南道路，便於2004年（平成16年）5月撤走。

## 相鄰車站
日本國有鐵道
宇品線
丹那－宇品

## 注腳
1. 1 2 3 4 5 6 7 8 9  石野哲（編）.  初版. JTB. 1998-10-01: 278. ISBN 978-4-533-02980-6 （日语）.
2. 1 2  『鉄道院告示54号 官報 第7891号（1909年10月12日）』 - 國立國會圖書館デジタルコレクション
3. ↑  『鉄道院告示44号 官報 第2084号（1919年07月16日）』 - 國立國會圖書館デジタルコレクション
4. ↑  『鉄道院告示45号 官報 第2084号（1919年07月16日）』 - 國立國會圖書館デジタルコレクション
5. ↑  『鉄道省告示第360号 官報 第1192号（1930年12月17日）』 - 國立國會圖書館デジタルコレクション
6. ↑  『鉄道省告示第211号 官報 第3143号（1937年6月26日）』 - 國立國會圖書館デジタルコレクション

## 相關項目
- 日本鐵路車站列表 U